# Sydneys centralstation
Sydneys centralstation (officiellt Central Railway Station, tidigare även kallad Sydney Terminal) är en järnvägsstation belägen i Haymarket i New South Wales i Australien. Stationen invigdes den 4 augusti 1906 och är den tredje i ordningen att tjäna som Sydneys centralstation, belägen strax norr om de tidigare centralstationerna. De allra flesta av delstatens persontågslinjer utgår från eller passerar genom stationen, vilket gör den till ett nav i delstatens persontrafik. Buss- och spårvagnshållplatser i närheten förstärker dess betydelse för resande. Antalet passagerare per vardag uppgick 2012 till 182 100.
Stationen ritades av Gorrie McLeish Blair, som arbetade under Walter Vernon, och uppfördes i två etapper, 1901–1906 och 1915–1921. En omfattande utbyggnad skedde 1917–1929 (huvudsakligen 1922–1926), då åtta nya perronger byggdes för att sköta stadens växande pendeltågstrafik. 1926 sattes det första eltåget i drift vid stationen och så småningom kom alla spår att elektrifieras. Två nya perronger invigdes 1979 och stationen hade 25 perronger fram till att 3 perronger revs 2018 för att möjliggöra bygget av Sydneys tunnelbana. Sedan 1960-talet har stationen varit föremål för upprustningar och restaureringar, med omfattande arbete utfört på 1980- och 1990-talen inför olympiska sommarspelen 2000. Den senaste restaureringen, som omfattade stationens tornur, slutfördes 2011.
Stationen är kulturskyddad sedan 1999, men har uppmärksammats av National Trust sedan 1980-talet. Utöver själva stationshuset är hela området runt bangården upptaget i kulturskyddsregistret, bland dessa det före detta posthuset Parcels Post Office, som varit av betydelse för stationens posttransporter. Tidigare kulturellt betydelsefulla byggnader och platser, såsom spårområdet Prince Alfred Sidings och vagnhallen West Carriage Shed, har dock rivits.

## Bakgrund

### Järnväg i New South Wales (1831–1855)
Järnväg har funnits i New South Wales sedan 1831 då Australian Agricultural Company invigde en kolbana i Newcastle, och förslag på offentliga järnvägar redovisades redan 1842. Trots förslagen kom bygget av en järnväg avsedd för persontrafik att dröja ända till 1850 då bygget av Sydney Railway Companys järnväg mellan Sydney och Parramatta inleddes. Samtidigt som bygget pågick blev företaget beroende av bidrag från kolonin och i december 1854 godkändes ett lagförslag som lät New South Wales köpa företaget och därmed skapa en järnvägsmyndighet.

### Sydneys första centralstation (1855–1874)
Den 23 juli 1855 presenterade arkitekten James Wallace sina ritningar för Sydneys första centralstation för regeringen, och den 7 augusti samma år beviljades byggnadstillstånd. Stationen bestod av en perrong i trä som rymdes i en enkel byggnad av korrugerad järnplåt med måtten 30 × 100 fot (cirka 9,1 × 30,5 meter). Det första tåget avgick från Sydney den 26 september 1855. Året efter stationens invigning uppfördes ett lokstall tillsammans med en liknande byggnad för personvagnar samt en godsbyggnad. Samma år förlängdes perrongen till det dubbla genom en tillbyggnad i trä. Längs förlängningens långsida byggdes på andra sidan ett nytt spår som rymde korta persontåg.
Då stationen låg i utkanten av staden behövde resenärer som ville åka till stadskärnan byta till hästdragna fordon eller gå till fots. Detta var fallet fram till den 23 december 1861 då en spårväg invigdes mellan stationen och Circular Quay. Spårvägen lades ned den 31 december 1866 och förbindelsen ersattes av hästdragna omnibussar.
I mars 1869 invigdes Mortuary Railway Station, som på svenska betyder bårhusjärnvägsstation, nära centralstationen som användes för att lasta avlidna på tåg för transport till nekropolen Haslems Creek Cemetery. Stationsbyggnaden, byggd i sandsten och ritad av arkitekten James Barnet i nygotik, väckte stor uppmärksamhet i media då det ofta poängterades att de avlidna fick en ståtlig stationsbyggnad medan resenärer bara fick ett skjul.
När persontrafiken i New South Wales växte visade sig stationen vara otillräcklig och Sydneys första station ersattes 1874.

### Sydneys andra centralstation (1874–1906)
Sydneys andra centralstation ritades 1871 av arkitekten John Whitton i nyklassisk stil, och bygget påbörjades samma år. När Whitton ritade byggnaden räknade han med att banan skulle förlängas mot stadskärnan, vilket återspeglades i designen. Whittons station byggdes i murtegel, med två genomgående spår inrymda i en banhall, och invigdes 1874. Banhallen försågs med takfönster för att släppa in ljus, men då dessa smutsades ned av föroreningar från ångloken kom banhallen i stället att bli dunkel. Som en del av den nya stationen uppfördes även en två våningar hög administrationsbyggnad väster om stationen.
I samband med världsutställningen i Sydney 1879 anlades en ny spårväg mellan centralstationen och Garden Palace, med järnvägsmyndigheten som operatör. Spårvägen var tänkt som en tillfällig lösning på det transportbehov som skulle uppstå under världsutställningen, men då det allmänna mottagandet av spårvägen blev mycket positivt bestämdes det att anlägga fler spårvägar. Stationen förblev en knutpunkt mellan järnväg och spårväg fram tills att den togs ur bruk 1906.
Även den nya stationen visade sig vara otillräcklig och innan den togs ur bruk kom elva nya perronger att byggas. Möjligheten att bygga ut stationsområdet begränsades av Redferntunneln i söder, godsbanan mot Darling Harbour i väst och gatan Devonshire Street i norr. En ny station invigdes den 4 augusti 1906 och det sista tåget att använda Sydneys andra centralstationen avgick sent på kvällen samma dag.

## Historia

### Förslag på en stor station

#### John Whittons förslag (1857 och 1877)

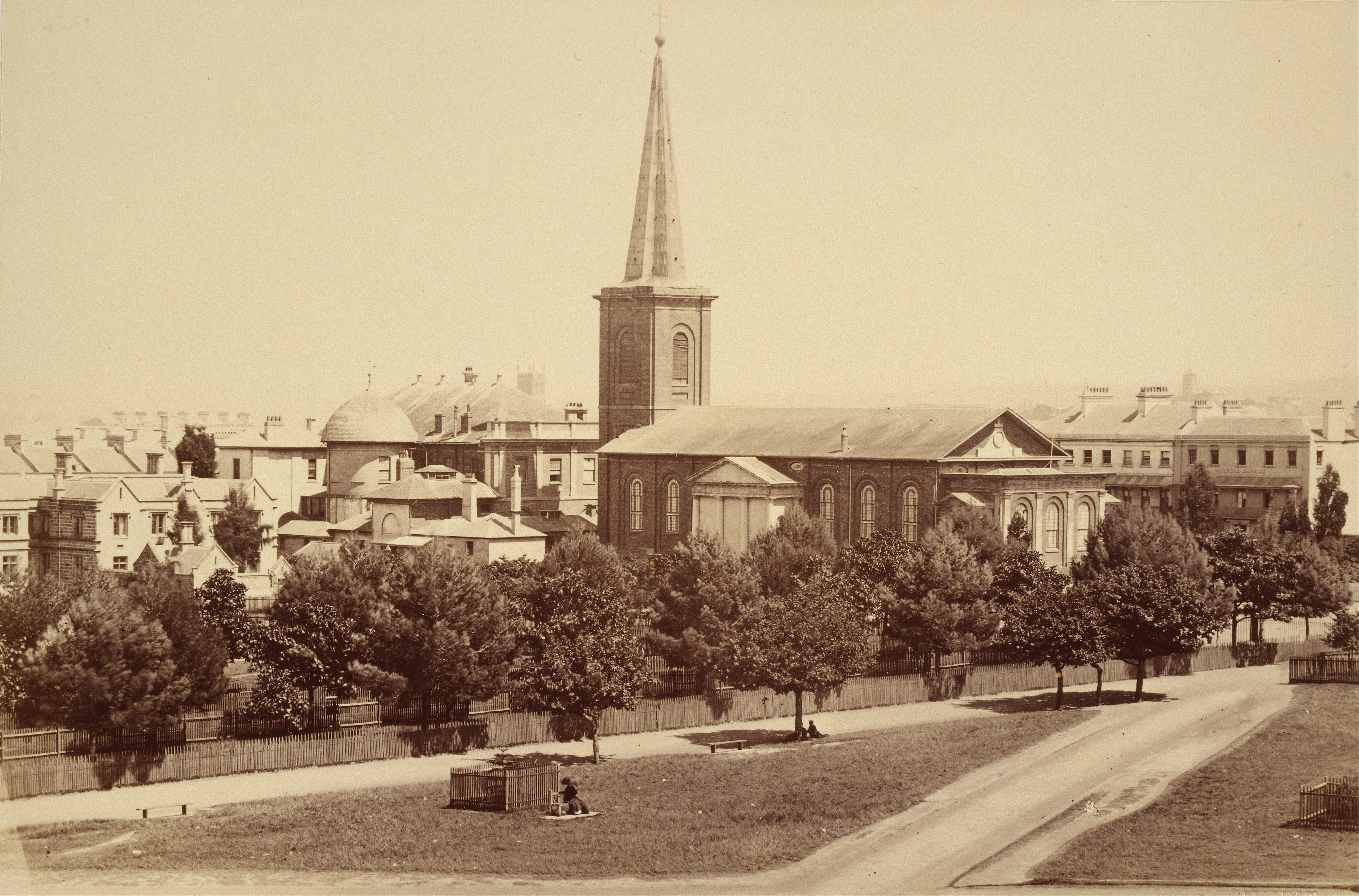
Hyde Park och St James' Church cirka 1870.

I december 1856 kom John Whitton till New South Wales, anställd som chefsingenjör på New South Wales Railways. Efter två månader hade det blivit tydligt för Whitton att Sydney behövde en station närmare stadskärnan, vilket han framförde till regeringsutskottet. Whittons förslag omfattade en förlängning med cirka 1,7 kilometer av järnvägen till Hyde Park, där en säckstation skulle uppföras. Förslaget var dock impopulärt då St James' Church och högsta domstolen skulle behöva rivas, vilket tillsammans med den uppskattade kostnaden på 65 000 australiska pund gjorde att Whittons förslag aldrig kom att realiseras. Trots avslaget kom förslag på en station i eller nära Hyde Park att prägla debatten om en förlängning mot stadskärnan i nästan 50 år.
Whitton presenterade 1877 en ny plan för en stor säckstation närmare stadskärnan. Stationen skulle ligga strax norr om hans föreslagna station från 1857, mellan gatorna Hunter och King Street, men krävde fortfarande att St James' Church skulle rivas. Stationsbyggnaden skulle rymma åtta spår och var ritad i renässansstil, med drag av italiensk stil, inspirerad av St Pancras Station i London. Eftersom det hade visat sig impopulärt att bygga järnvägsinfrastruktur ovan jord i Hyde Park skulle en tunnel byggas under parken så att tåg kunde nå stationen. I mars 1879 röstade regeringen emot förslaget, som uppskattades kosta 500 000 australiska pund, då parlamentsledamöter från lantliga områden ansåg att detta skulle bli för dyrt och att pengarna i stället kunde användas för att bygga järnvägar i lantliga valkretsar.

#### Den första statliga utredningen (1890–1891)
Efter att blivit järnvägskommissarie 1888 initierade Edward Miller Gard Eddy en statlig utredning om en förlängning av järnvägsnätet mot stadskärnan. Utredningen inleddes den 1 maj 1890, och vid dess avslutande hade den undersökt hur järnvägen kunde förlängas till stadskärnan, vilka stadsbanor som skulle anläggas och även behovet och utformningen av en broförbindelse mellan Sydney och North Sydney. Bland dem som yttrade sig i utredningen märks Henry Deane, Edward Miller Gard Eddy och Charles Goodchap. Kommissarierna lade fram ett förslag om att förlänga järnvägen till Hyde Park. Förslaget omfattade en station placerad i det nordvästra hörnet av Hyde Park, norr om Park Street, och förutsatte att alla byggnader mellan Park Street och King Street skulle rivas.
Hyde Park-förslaget kom dock inte att röstas igenom och Eddy uppmanades att utarbeta en ny plan. Den 3 juli 1891 presenterade han ett nytt förslag som omfattade två stationer. Den första skulle uppföras strax norr om Sydneys andra centralstation, på den plats där Sydney Benevolent Asylum stod, och var avsedd för fjärrtåg. Förslagets andra station var, likt Whittons förslag från 1877, placerad vid King Street och skulle användas av lokal- och pendeltåg. Enligt förslaget skulle St James' Church och New South Wales högsta domstol rivas för att ge plats åt stationen, medan en del av Hyde Park skulle användas för järnvägsinfrastruktur.
Under utredningens gång hade New South Wales gått in i en lågkonjunktur som varade 1891–1895, och under perioden krympte kolonins ekonomi med 30 procent. Det svåra ekonomiska läget gjorde att kolonin inte hade råd att bekosta en ny centralstation, så som Eddy hade föreslagit 1891.

#### Den andra statliga utredningen (1896–1897)

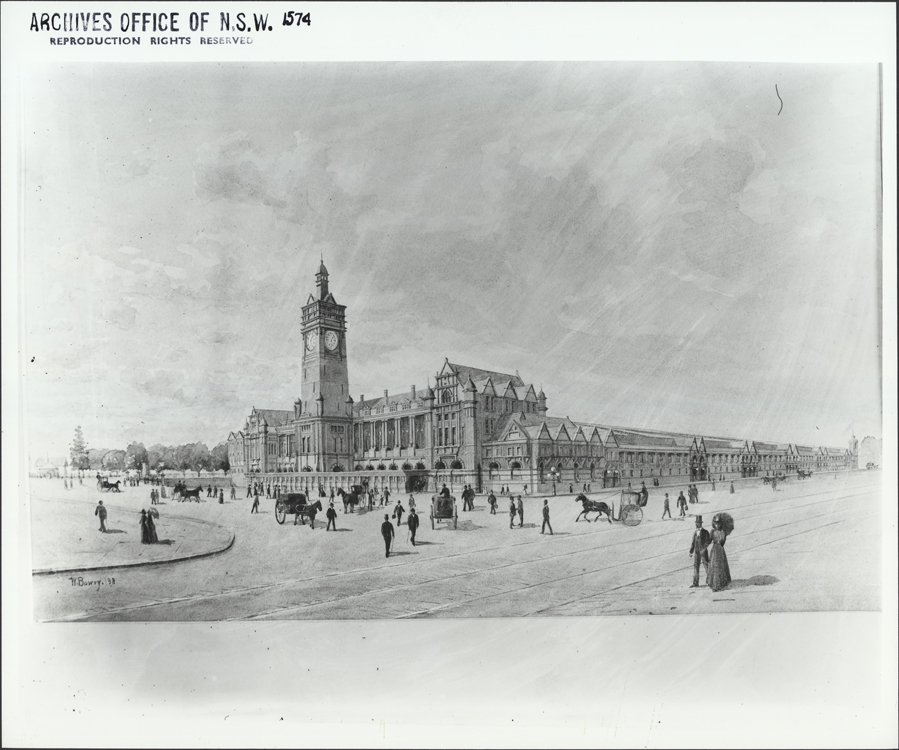
Ritning av en föreslagen station vid Hyde Park 1898.

Under 1890-talet hade det politiska läget i New South Wales förändrats och genom Sydneys växande befolkning fick staden mer politiskt inflytande. Pendeltrafiken hade visat sig vara mer lönsam än fjärrtrafiken och i april 1896 skrev kommissarierna till premiärministern i New South Wales och järnvägsministern och begärde att centralstationen skulle rustas upp i syfte att höja säkerheten och bekvämligheten för allmänheten. De föreslog att en ny centralstation skulle uppföras i Hyde Parks sydvästra del och på så sätt kunde den del av parken minskas som togs i anspråk av järnvägen. Som med tidigare förslag var den allmänna opinionen emot planen, då det inte sågs som önskvärt att förlora en del av parken. Som ersättning för den del av Hyde Park som skulle tas av järnvägen föreslog kommissarierna att begravningsplatsen Devonshire Street Cemetery skulle omvandlas till park. Kostnaden för detta uppskattades till 600 000 australiska pund.
I december 1896 inleddes en statlig utredning för att undersöka det bästa sättet att förlänga järnvägen till stadskärnan. Utredningen tog hjälp av New South Wales Government Railways chefsingenjör Henry Deane, som ritade planer och gjorde kostnadsuppskattningar. Bland planerna som undersöktes av utredningen fanns ett förslag om att bygga en fjärrtågsstation vid Devonshire Street Cemetery, något som järnvägsmyndigheten menade skulle orsaka klagomål och obekvämhet då det skulle innebära att staden skulle ha två centralstationer. Den 1 juni 1897 publicerades utredningsrapporten och i den blev planen St James'-Road Scheme rekommenderad.
St James'-Road Scheme byggde på ett förslag från den tidigare statliga utredningen och uppskattades kosta 650 000 australiska pund. I förslaget låg stationen i Hyde Park, mellan gatorna Park Street och St James Road, och detta skulle kräva att 10 av parkens 40 acre togs i anspråk. I samband med undersökningen av planen hade Henry Deane tillfrågats om att rita en station med elva perronger på 700 fot (cirka 213 meter) vardera, varav 600 fot (cirka 183 meter) skulle rymmas i en tåghall. Stationsbyggnaden skulle ha tre våningar, varav två var avsedda som kontor för kommissarierna.
St James'-Road Scheme lades fram inför regeringsutskottet Parliamentary Standing Committe on Public Works som också godkände planen. Planeringen av Sydneys tredje centralstation drabbades dock av ett bakslag den 27 juni 1897 då chefskommissarien Eddy avled. Trots att planen hade godkänts av regeringsutskottet kom St James'-Road Scheme inklusive övriga planer rörande en station i Hyde Park att överges i september 1899, då en protektionistisk regering bildades.

### Sydneys tredje centralstation uppförs (1899–1906)

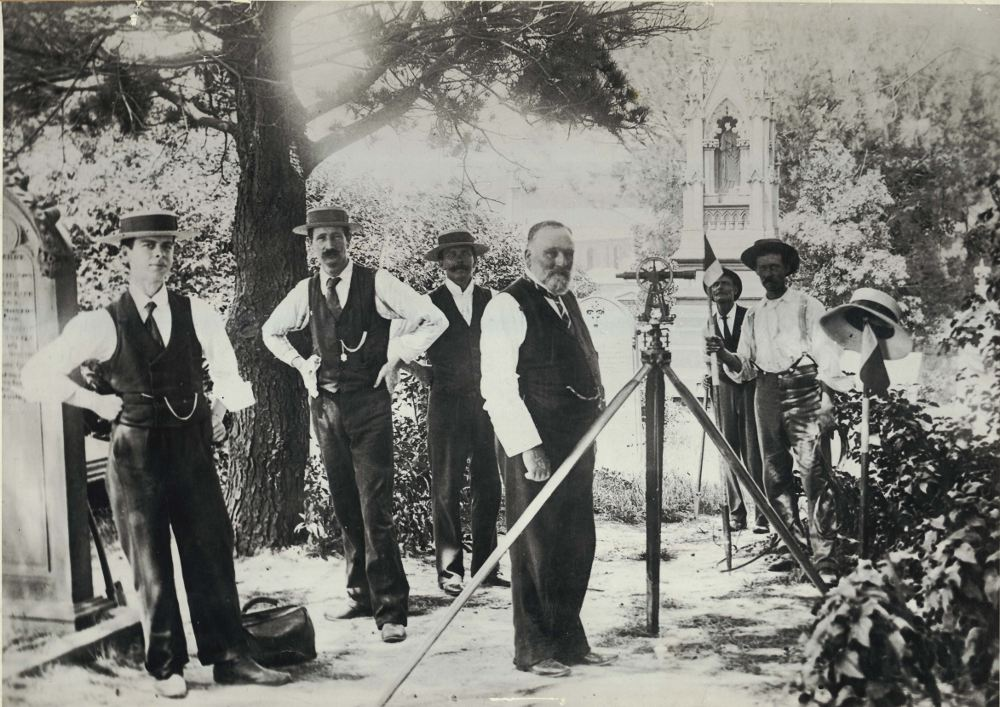
Lantmätare i Devonshire Street Cemetery cirka 1900.

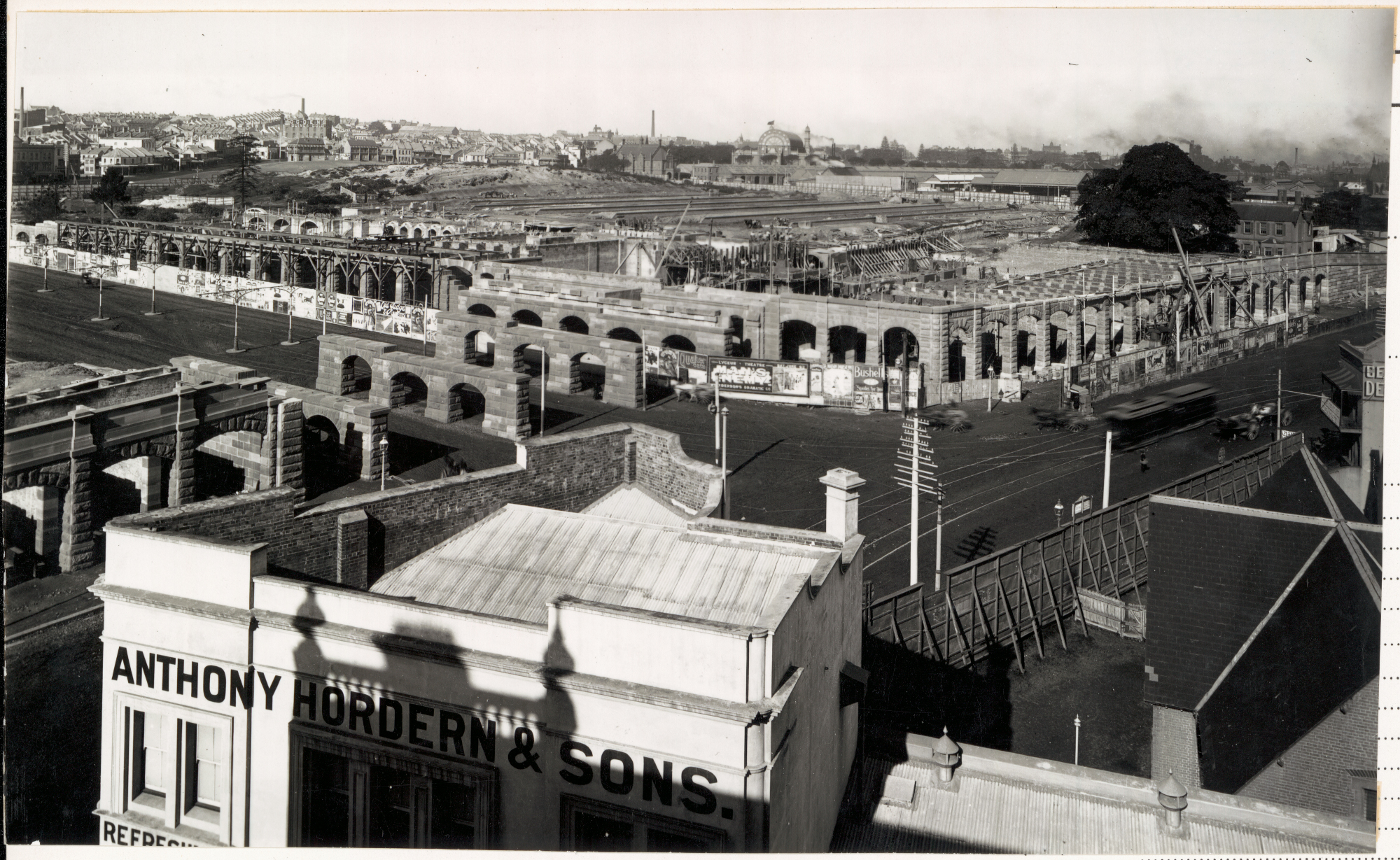
Byggplatsen den 5 juni 1903, sedd från norr. Bakom Anthony Hordern-byggnaden syns pelare som skulle bära bron från gatunivå till perrongnivå.

I september 1899 bildades en protektionistisk regering i New South Wales med William Lyne som premier och Edward William O'Sullivan som Minister for Public Works. Den 7 december 1899 berättade O'Sullivan för New South Wales underhus om "regeringens vilja att inför underhuset lägga fram nödvändigheten av att snarast möjligt uppfylla en önskan hos den nu avlidne chefkommissarien för järnvägen, herr Eddy, genom att skapa mer plats vid Redfern Railway Station". O'Sullivan berättade vidare att "regeringen nu föreslår att börja [...] genom att utvidga den nuvarande järnvägsstationen i Redfern på så sätt att den ska förlängas över Devonshire Street till det som är känt som Belmore eller Garden Road."

#### Planering (1900–1902)
Henry Deane ritade två nya förslag, ett som omfattade en station nära Hyde Park men som inte krävde någon del av parken, och ett annat som placerade den nya stationen strax norr den dåvarande stationen på begravningsplatsen Devonshire Street Cemetery. Devonshire Street Cemetery-planen fick politiskt stöd då det innebar att regeringen inte skulle behöva köpa dyr mark i staden samt att planen inte krävde att Hyde Park förminskades, medan chefskommissarien inte stödde planen då han ansåg att den skulle öka järnvägsmyndighetens ränteutgifter utan motsvarande ökning i omsättningen. Den 7 juni 1900 godkände regeringsutskottet Deanes plan och kostnadsuppskattning för en säckstation vid Devonshire Street Cemetery, och den 11 december samma år röstade parlamentet för lagförslaget som lät stationen uppföras.
Deane hade ritat en säckstation med elva perronger på 660 fot (cirka 201 meter) vardera med spårslut mot en centralhall 80 fot (cirka 24,4 meter) bred. Centralhallen och en stor del av perrongerna skulle rymmas i en banhall med ett tak 395 fot (cirka 120 meter) brett och 640 fot (195 meter) långt. Stationsbyggnaden, ritad i fransk renässansstil, skulle uppföras i murtegel och sandsten och vara utformad i avsikt att hålla fotgängartrafik, spårvagnstrafik och vägfordonstrafik undan från varandra. Kostnaden var uppskattad till 421 000 australiska pund, varav 138 000 pund stod för allmänt arbete, 15 000 pund för säkerhetssystem, 223 000 pund för själva stationsbyggnaden och kontor, 5 000 pund för belysning och 30 000 pund för att ändra den redan befintliga stationen. Utöver byggnadskostnaden beräknades kostnaden för markförvärv till ytterligare 140 000 pund för regeringen.
År 1901 bildade O'Sullivan på Deanes förslag en nämnd för att bestämma stationens form. Nämnden bestod av Henry Deane, Walter Liberty Vernon (New South Wales delstatsarkitekt), T R Firth (New South Wales Government Railways chefsingenjör för befintliga banor), Charles Ernest Norman (Victorian Railways chefsingenjör för befintliga banor) och Henry Charles Stanley (Queensland Railways chefsingenjör). Norman var bland de ansvariga för formgivningen av Flinders Street Railway Station i Melbourne, och nämnden kom även att verka som projektledning för Flinders Street. Nämnden insåg snabbt att den föreslagna stationen var för liten och utarbetade därför ett nytt stationsförslag. Den nya stationen skiljde sig från den tidigare genom att vara längre, i öst var det en ny flygel som skulle innehålla kontor och det var även planerat att uppföra ett torn.
I oktober 1901 presenterade Vernon ritningar av Gorrie McLeish Blair och John Barr, som Vernon övervakade i sitt arbete som delstatsarkitekt, för nämnden och järnvägskommissarierna. Blairs och Barrs ritningar, som båda hyllade Whittons ritning från 1877, var likartade, med skillnaden att Blair hade ritat i italiensk barockstil, medan Barr valt fransk renässansstil. Nämnden tyckte att båda förslagen var lämpliga, men valde till slut Blairs ritningar. Railway Construction Branch, ledd av Deane, ritade planer över stationens stödmurar, avloppsledningar, butiker med mera och även golvplanen. Det var planerat att uppföra en banhall med en bredd på 354 fot (cirka 108 meter). Kostnaden uppskattades av Deane till 610 000 pund.

#### Uppförande (1901–1906)
Det krävdes att många byggnader revs för att ge plats åt den nya stationen. Bland dessa var en depå uppförd 1879 för spårvägen som anlades i samband med världsutställningen 1879, Sydney Female Refuge, Sydney Benevolent Asylum, ett konvent och en prästgård. Begravningsplatsen Devonshire Street Cemetery och bårhuset South Sydney Morgue låg också där stationen skulle uppföras och samtliga kvarlevor från de döda behövdes fjärmas innan bygget kunde börja. Arbetet påbörjades i februari 1901 och en ny begravningsplats invigdes i La Perouse. På båda begravningsplatserna anlades det spårvägar för att underlätta transporten av kvarlevor och minnesmärken. När arbetet var färdigt, ungefär i juni 1902, hade sammanlagt cirka 30 000 kvarlevor och 2 800 minnesmärken flyttats till den nya begravningsplatsen, medan anhöriga hade tagit hand om cirka 8 500 kvarlevor.
Den 30 april 1902 lade Edward O'Sullivan hörnstenen till vad som skulle bli Eddy Avenue, ett stycke trakyt från Bowral på 4,5 engelska ton, vid hörnet av Pitt Street. Stationsbyggnaden skulle uppföras i sandsten, som beställdes den 21 juli 1902 från stenbrott belägna i Pyrmont, medan inredningen skulle byggas i marmor beställd från Borenore Quarries nära Orange. Arbetet med pelarna till en bro som skulle ta spårvagnar, vägfordon och fotgängare från gatunivå till perrongnivå inleddes den 7 augusti samma år. Vägen Garden Road revs och en ny väg, som ursprungligen hette New Road, anlades intill platsen för stationsbyggnaden. Den nya vägen blev döpt till Eddy Avenue för att hedra den avlidne chefsjärnvägskommissarien Edward Miller Gard Eddy och invigdes den 2 november 1902.
Under det tidiga 1900-talet drabbades New South Wales av torkan Federation Drought, vilket gjorde att delstatens skatteintäkter minskade. Som en följd av de minskande skatteintäkter sänkte delstaten i maj 1903 anslaget till stationsbygget till 10 000 pund i månaden. Trots delstatens minskade anslag hade 3 596 kubikmeter sten lagts och en stor del av byggnaden hade byggts upp till perrongnivån per den 30 juni 1903. Den 26 september 1903 lades tornets hörnsten av New South Wales premier John See. Stenen bär även Edward O'Sullivans och Henry Deanes namn. Det ekonomiska tillståndet försämrades ännu mer under 1903 och från och med december betalade delstaten bara 3 000 pund i månaden för bygget.
För att minska kostnaderna rekommenderade Deane i mars 1904 att inte uppföra banhallen och ersätta den med tak på samtliga perronger; detta var även enligt internationell stil där nya stationer, såsom Gare d'Orsay i Frankrike, hade byggts utan banhall. I maj 1904 övertogs ansvaret för bygget av den delstatliga myndigheten Government Architect's Office och Walter Liberty Vernon råddes att färdigställa snarast möjligt de delar av stationen som "skulle räcka för att underlätta öppnande av stationen för offentlig bruk". I detta syfte slutfördes östflygeln i murtegel istället för sandsten och per juni 1906 hade delstaten spenderat 575 000 pund på bygget.

#### Invigning (augusti 1906)

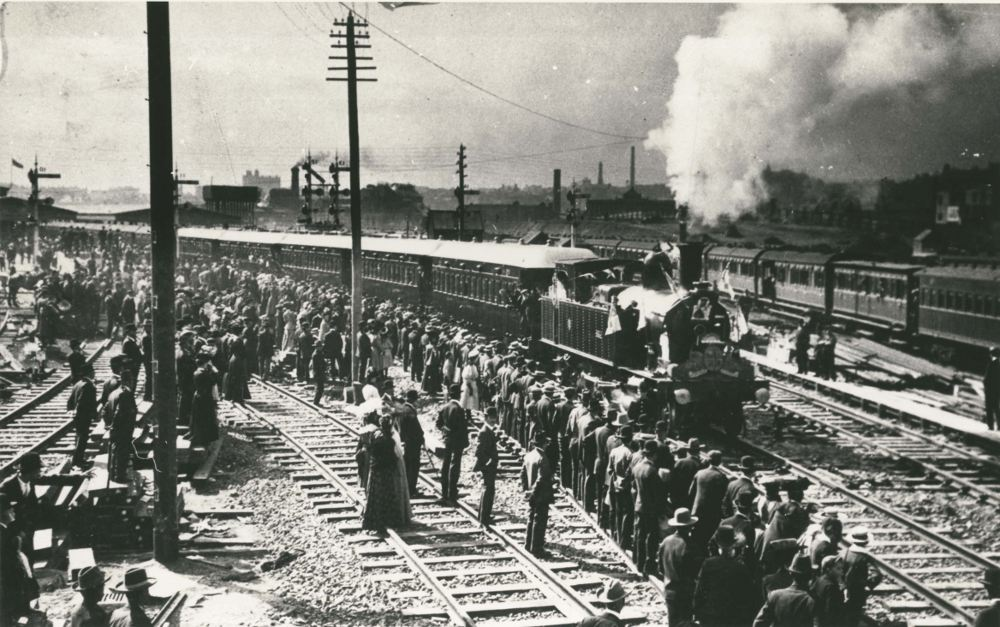
Första tåget avgår den nya stationen den 4 augusti 1906.

Invigningen av Sydneys tredje centralstation var inte öppen för allmänheten, utan endast för utvalda gäster, och specialspårvagnar kördes mellan Circular Quay och stationen för att transportera gästerna. Klockan elva på morgonen den 4 augusti 1906 tog New South Wales premier och järnvägsminister, Joseph Carruthers, fram en gyllene nyckel och låste upp dörren till biljetthallen. Inne i biljetthallen sålde Charles Alfred Lee, som var minister för public works, den första biljetten. För att fira invigningen hade det anordnats att köra ett specialtåg, bestående av ett ånglok och tio putsade personvagnar, från Sydney till Parramatta. Klockan 11.15, ungefär samtidigt som det första tåget avgick från Sydney 1855, blåste Lee i en gyllene visselpipa och visade en grön flagga med innebörden "klart för avgång" mot tåget.
Invigningståget avgick från perrong 12, en av bara tre perronger vars spår var anslutet till nätet (de andra var perrong 11 och 13), medan vanliga tåg fortsatte att använda den gamla centralstationen. Efter rusningstid den 4 augusti, som skedde runt middag, inleddes arbetet att förlänga fler spår mot den nya stationen. Strax innan midnatt den 4 augusti avgick det sista tåget från Sydneys andra centralstation och klockan 05.55 den 5 augusti ankom det första vanliga tåget, Western Mail, till Sydneys tredje centralstation. Den 5 augusti var det spår anslutna till perronger 1–3, 5, 6 samt 11–13, men det dröjde till den 21 oktober innan samtliga perronger var i bruk. Snart efter att den nya stationen togs i bruk inleddes arbetet med att riva den tidigare centralstationen och den sista bågen demolerades den 2 november. Utöver de tretton perrongerna som var upplåtna för persontrafik fanns även fyra perronger väst om perrong 1 som användes för att lasta post- och resegods, samt två perronger öst om perrong 13 för andra ändamål.

### Fullbordande och elektrifiering (1906–1929)

#### Stationen fullbordas

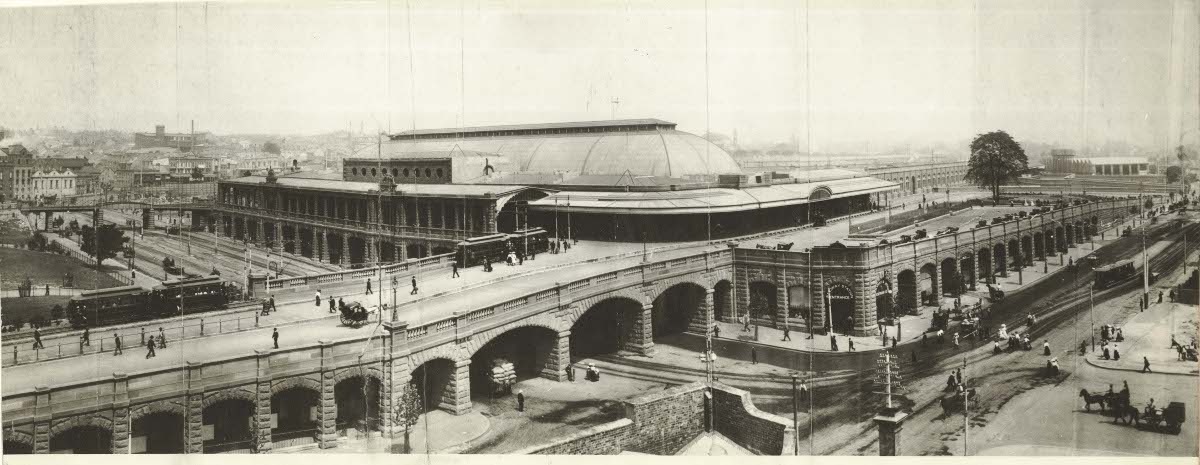
Sydneys centralstation cirka 1910, innan stationshuset hade fullbordats. Ett par spårvagnar syns på rampen över Eddy Avenue.

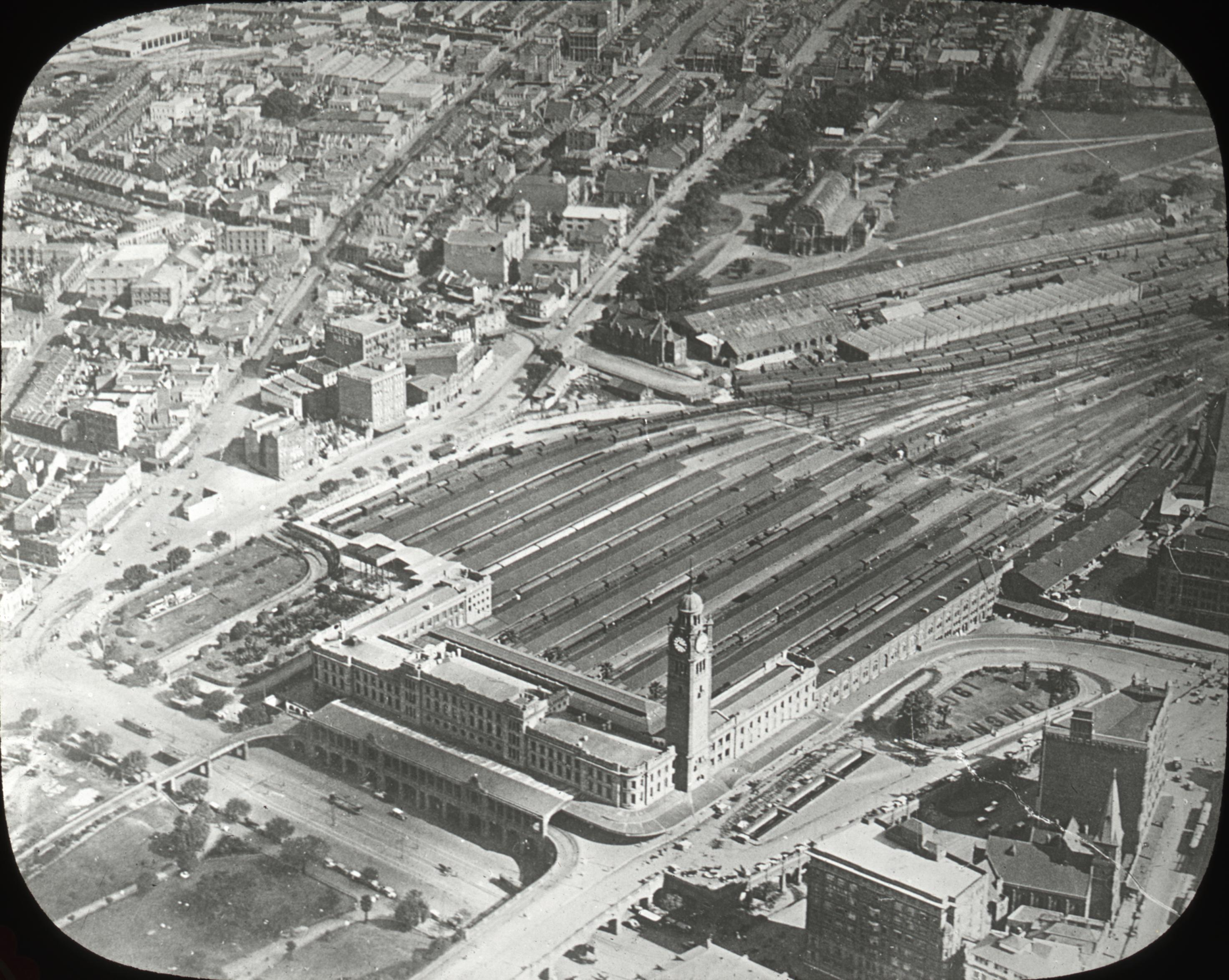
Flygfoto på Sydneys centralstation cirka 1922, efter att stationshuset hade fullbordats.

Efter invigningen av den tredje stationen reglerades tågrörelser mellan perrongerna och de tre spårpar som ledde till stationen av fyra mekaniska signalställverk. Ett nytt signalsystem, som manövrerades av två signalställverk med hjälp av ett elektropneumatiskt system, togs i bruk mellan den 27 februari och 10 mars 1910. De tidigare mekaniska signalställverken hade tagits ur bruk i april samma år. När pendeltågstrafiken ökade uppstod det kapacitetsbrist och perrongerna 14 och 15 blev upplåtna för persontrafik. Det räckte inte med två nya perronger och den 29 april 1914 invigdes ett nytt spårpar samt fyra nya perronger (16–19), anlagda vid samma nivå som de tidigare perrongerna, tillsammans med ett nytt signalställverk för att leda tågrörelser på de nya spåren. Intill de nya perrongerna fanns även en perrong avsedd för hästtrafik och ett antal sidospår ämnade för ett bryggeri.
Åren före första världskriget hade en rad patriotiska evenemang ägt rum nära stationen och under Great White Fleets besök till Sydney blev stationshuset utsmyckat med välkomsthälsning. Vid Battle of Central, som inträffade då ett antal soldater som deltog i upproret i Liverpool 1916 ankom till Sydneys centralstation och möttes av beväpnade vakter, sköts en soldat ihjäl och flera andra, däribland en privatperson, skadades. Stationshuset har fortfarande en skavank från skottlossningen. Efter krigsslutet ställdes en del av Australiens krigsbyte ut vid stationen. Mellan mars 1920 och januari 1923 var en tysk järnvägskanon på 185 engelska ton, som hade tagits av Storbritanniens armé, utställd vid stationen.
Mellan 1914 och 1915 utarbetade Government Architect's Office planer över stationshusets andra etapp, vilket skulle fullborda byggnaden som inte hade byggts färdigt 1906. Gorrie McLeish Blair, som var den ursprungliga arkitekten för stationen, var fortfarande anställd vid Government Architect's Office och hade ledande roll när de nya planerna ritades. Att det finns ett nära samband mellan de två etappernas design har tillskrivits Blairs roll som huvudarkitekt. Jämfört med Blairs ursprungliga design gjordes få ändringar, men kupoler och frontoner kom att plockas bort i de nya planerna. Bygget inleddes den 9 augusti 1915, men var drabbat av krigsrelaterad brist på pengar, arbetskraft och byggmaterial. I juni 1918 togs stationens västra flygel i bruk, medan arbetet på östra flygen dröjde eftersom järnvägsmyndigheten hade begärt att stora delar av flygelns skulle kunna användas som matsalar, något som fordrade omfattande ändringar. Stationens tornur kom även att uppföras under perioden och i november 1920 monterades det brittiska urverket. Uret har fyra urtavlor med diameter på 15 fot 10,625 tum (4,84 meter), tillverkade av Randwick Tramway Workshops, med minutvisare på 6 fot 4,5 tum (1,94 meter) och invigdes klockan 10.22 den 12 mars 1921. Tornet har 272 trappor till urtavlorna och är krönt av en kupol med topp 64,3 meter över perrongnivå.

#### Nya perronger och elektrifiering

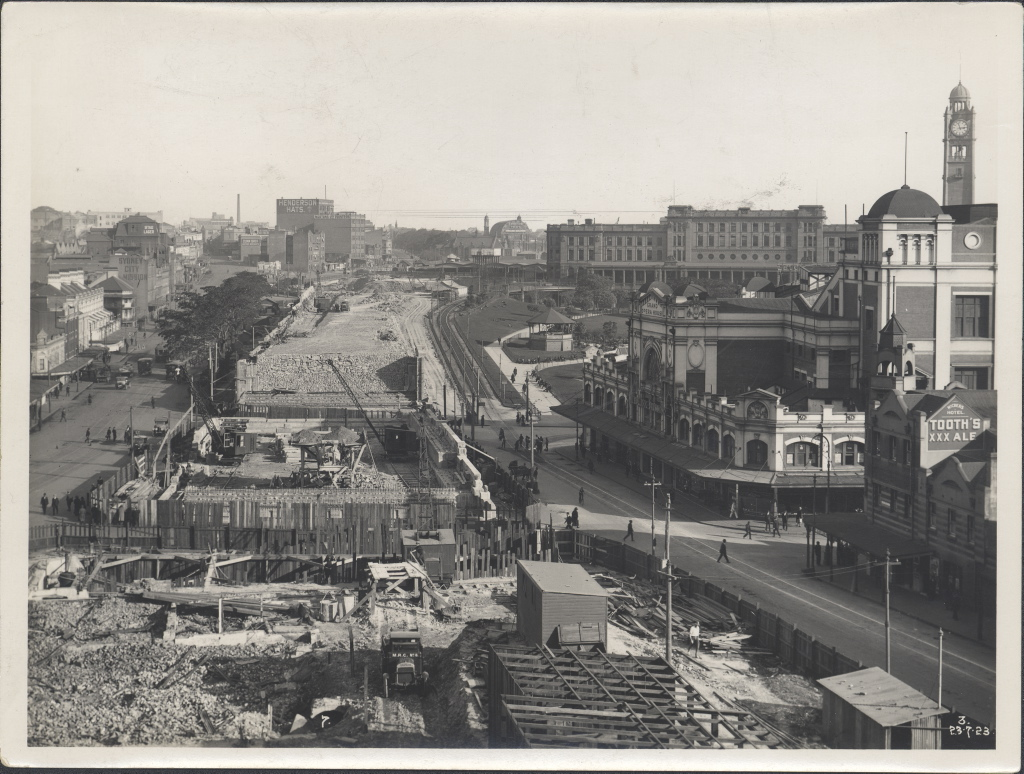
Vy över byggarbetet med stadsjärnvägen i riktning mot Sydneys centralstation 23 juli 1923. Stationshuset är i fonden till höger.

Två statliga utredningar inleddes 1908–1909, den första med uppdrag att utreda en förbindelse mellan Sydney och North Sydney och den andra att granska hur Sydney kunde förbättras. Bland dem som yttrade sig i utredningarna märks John Bradfield och Walter Vernon. Bland annat argumenterade Vernon för ett system med underjordiska järnvägar i stadskärnan tillsammans med nya perronger vid centralstationen. Utöver detta menade Vernon att det skulle också vara en järnväg mot stadens östa förorter från en knutpunkt vid en station belägen under Hyde Park och en bana över en bro mot stadens norra förorter. I den 1909 avlämnade rapporterna rekommenderades det att uppföra en underjordisk järnväg i stadskärnan och en järnväg mot stadens östra förorter. Vidare konstaterades att det "enda effektiva sättet att avhjälpa spårvägsträngseln är genom att anlägga ett omfattande system av stads- och förortsjärnvägar." Charles Wades regerande liberalparti, vars främsta intresse var landsbygden, röstade emot förslaget den 15 juli 1910. I september 1910 röstades en ny regering fram, ledd av arbetarpartiets James McGowan, som med sin Sydneyvänliga inställning 1912 lade fram ett förslag om stadsjärnvägar. Förslaget drogs tillbaka efter att andra politiker hade kallat det för en "slöseriorgie".
Som svar på Melbournes plan att elektrifiera sitt pendeltågsnät, som hade godkänts i december 1912, biföll New South Wales järnvägskommissarie den 31 januari 1913 ett förslag om en trespårig järnväg under Sydney, som byggde på 1908 års utrednings planer. Ett lagförslag som skulle möjliggöra kommissariens plan röstades fram av underhuset den 8 oktober samma år, men röstades emot av överhuset sex dagar senare. Med stor marginal valdes arbetarregeringen om i december 1913 och hade då tillräckliga mandat för att klubba igenom förslaget om stadsjärnvägen. Bradfield, som var huvudingenjör vid Railway Construction Branch, skickades på studieresa till utlandet för att bekanta sig med teknik som rörde såväl underjordiska järnvägar som brobygge. Till skillnad från den statliga utredningen, som hade rekommenderat en helt underjordisk järnväg, föreslog Bradfield att anlägga järnvägen delvis under jorden och delvis över jorden, och detta antogs även av regeringen.
I sin rapport konstaterade Bradfield att genom att låta elektrifiera järnvägen och köra anpassade tåg kunde Sydneys centralstations kapacitet öka med 220 procent från 24 500 till 78 000 personer under rusningstimmen. Lagförslaget City and Suburban Electric Railways Act, 1915 stadfästes den 13 oktober 1915. För stadsjärnvägen skulle det uppföras åtta nya perronger, vid en högre nivå, medan perrongerna 16–19, en hästperrong och ett antal sidospår skulle avskaffas. De nya perrongerna blev ett skifte i stationsdesign för New South Wales. Tidigare hade stationer präglats av engelska traditioner, medan det nya arbetet hade inspirerats av nordamerikansk teknik. Bland det som skulle uppföras var fyra mittperronger med en längd på 520 fot (cirka 158,5 meter) och som störst 33 fot (drygt 10,0 meter) breda, med tillgång till perronger via trappor till en stor hall i norr och en mindre hall i syd. Båda hallarna skulle uppföras i armerad betong, den norra med ingångar från Eddy Avenue och Chalmers Street, den senare byggd i sandsten i jonisk stil. Den södra hallen skulle ansluta till kulverten Devonshire Street subway, som hade uppförts med den första delen av stationen på 1900-talet. Genom Bradfields bruk av armerad betong för perrongtaken och sten vid ena ingången blev stationen den enda i delstaten med betongperrongstak och bland de sista där sten användes som byggmaterial i stationsbyggnaden.
På grund av första världskriget hade delstaten svårt att låna pengar och som en följd av detta svårt också att finansiera järnvägsbygge. För att kringgå problemet ingick regeringen 1915 ett avtal med brittiska Norton Griffiths & Company där företaget skulle finansiera och utföra arbetet. Norton Griffiths & Company fick i maj 1916 överskrivet till sig ansvaret för arbetet på två sträckor av stadsjärnvägen. Arbetet lades ned efter två veckor då det rådde brist på arbetsmaskiner och tillverkning gick åt krigsmaterial. Senare under året återupptogs arbetet innan avtalet sades upp den 14 maj 1917. Regeringen hävdade att Norton Griffiths & Company hade utfört hälften så mycket arbete som krävdes i avtalet, något som företaget menade berodde på materialbrist. Det ålåg nu delstaten att färdigställa projektet och ministären beslutade den 12 juni 1917 att avbryta bygget av stadsjärnvägen. Trots penningbristen fortsatte pengar att tilldelas järnvägsprojekt på landet och det dröjde till november 1920, efter att en arbetarregering hade bildats vid valet samma år, innan beslutet togs för att fortsätta. Bygget återupptogs först den 17 februari 1922 och vad som avser centralstationen fortsatte utan ändringar. I sitt utlåtande efter en projektgranskning 1924 gav en statlig utredning starkt stöd för Bradfields planer.
De första nya perrongerna att uppföras var 20–23, detta så att de gamla perrongerna 16–19 kunde förbli i bruk. Delstatens första eltåg avgick i tjänst den 1 mars 1926 och använde perrong 18 eller 19 vid den gamla avdelningen. Det dröjde till den 3 oktober samma år innan perrongerna 21 och 23 invigdes, medan perrongerna 16–19 hade tagits ur bruk vid månadsslutet. Mellan november 1926 och januari 1929 togs de andra perrongerna i bruk, medan ytterligare två perronger vid gamla avdelningen hade elektrifierats innan 1930. Den första sträckan av stadsjärnvägen (sträckan till St James ingående i City Circle) invigdes den 20 december 1926, och ledde till ändringar i personflödet vid stationen. Sedan stationens invigning hade personflödet typiskt rört sig i nordsydlig riktning som resenärer tog sig från tåg till spårvagnar för att fortsätta sin färd mot stadskärnan. Efter att eltåg började köra mot stadskärnan ändrades detta till ett västöstligt flöde eftersom resenärer bytte från tåg som ankom till slutstationen till eltåg som fortsatte mot staden.

### Mat, kontor och det stora hålet (1930–1960)
| Stationens formella matsal i december 1948. |  | Mataffärer på vänthallen. I bakgrunden syns skyltar för en av matsalarna. |
| Stationens formella matsal i december 1948. |  | Mataffärer på vänthallen. I bakgrunden syns skyltar för en av matsalarna. |

Sedan juli 1917 hade stationens Railway Refreshment Rooms skötts av järnvägsmyndigheten.
Som en del av stationens Railway Refreshment Rooms fanns det två matsalar som 1927 rymde sammanlagt 516 personer; 296 på en matsal vid perrongnivå och 320 i en formell matsal på en högre våning. Dessa lokaler hade öppet klockan 05.00–15.00 och klockan 16.00–20.00. För att bemanna dessa fordrades stor arbetskraft och i slutet av 1920-talet sysselsatte verksamheten 234 kvinnor, medan män arbetade i köken, diskrummen, lagerlokalen och undercentralen. Från lagret skickades matvaror och köksredskap till andra Railway Refreshment Rooms runt om delstaten. Ett korridorboende för anställda vid Railway Refreshment Rooms fanns även i stationshuset. Den formella matsalen stängdes på nyårsdagen 1950.
Efter stationens slutliga färdigställande 1921 kom järnvägens trafikavdelning av flytta in i de nybyggda kontoren, som blev avdelningens huvudkontor. En trafikledningscentral etablerades på tredje våningen 1930, och finns kvar i stationen. Eftersom antalet anställda vid stationen växte blev det ont om kontorsutrymme och flera av butikslokalerna kom att användas av järnvägsväsendet. För att skapa mer utrymme installerades 1937 ett tak över biljetthallen och det nyskapade området blev kontorslokaler. I september 1952 invigdes en ny biljetthall, Interstate Booking Office, där resenärer kunde boka biljetter på tåg till andra delstater, i lokalen där den ursprungliga kvinnomatsalen hade funnits. Biljetthallen dekorerades med ett terrazzo- och marmorgolv, travertinväggar och konstverket Transport Progress in Frieze på 132 kvadratmeter utfört av Pietro Melocco i stucco lustro. Konstverket nominerades till Sir John Sulman Prize 1951.
En del av Bradfields plan för stadsjärnvägar, och lagförslaget som stadfästes 1915, var järnvägen Eastern Suburbs Railway som skulle löpa mot stadens östra förorter. 1927 beslutade sig den konservativa regeringen att lägga ned ESR-projektet och det dystra ekonomiska tillståndet under stora depressionen gjorde att den följande regeringen inte kunde återuppta det. Åren efter 1932 hade järnvägsnätet blivit försummat av delstaten och inför valet 1947 flaggade regeringen för ett förslag att anlägga 44 engelska mil (cirka 71 kilometer) nya järnvägar, bland dessa Eastern Suburbs Railway. Bygget inleddes 1948, men led av arbetskraft- och materialbrist, vilket gjorde att arbetet fortskred långsamt. En stor del av arbetet blev nedlagt 1952 på grund av en lågkonjunktur och hela bygget lades ned juni 1956. Vid denna tid hade man gjort en stor utgrävning i Chalmers Street bredvid perrong 23 där fyra nya perronger för Eastern Suburbs Railway skulle uppföras. Utgrävningen, som kom att kallas "Chalmers Street Hole" (svenska: Chalmers Street-hål) togs ofta upp i media i syfte att håna regeringar som inte slutförde järnvägen.

### Upprustning och renovering (1961–1990)

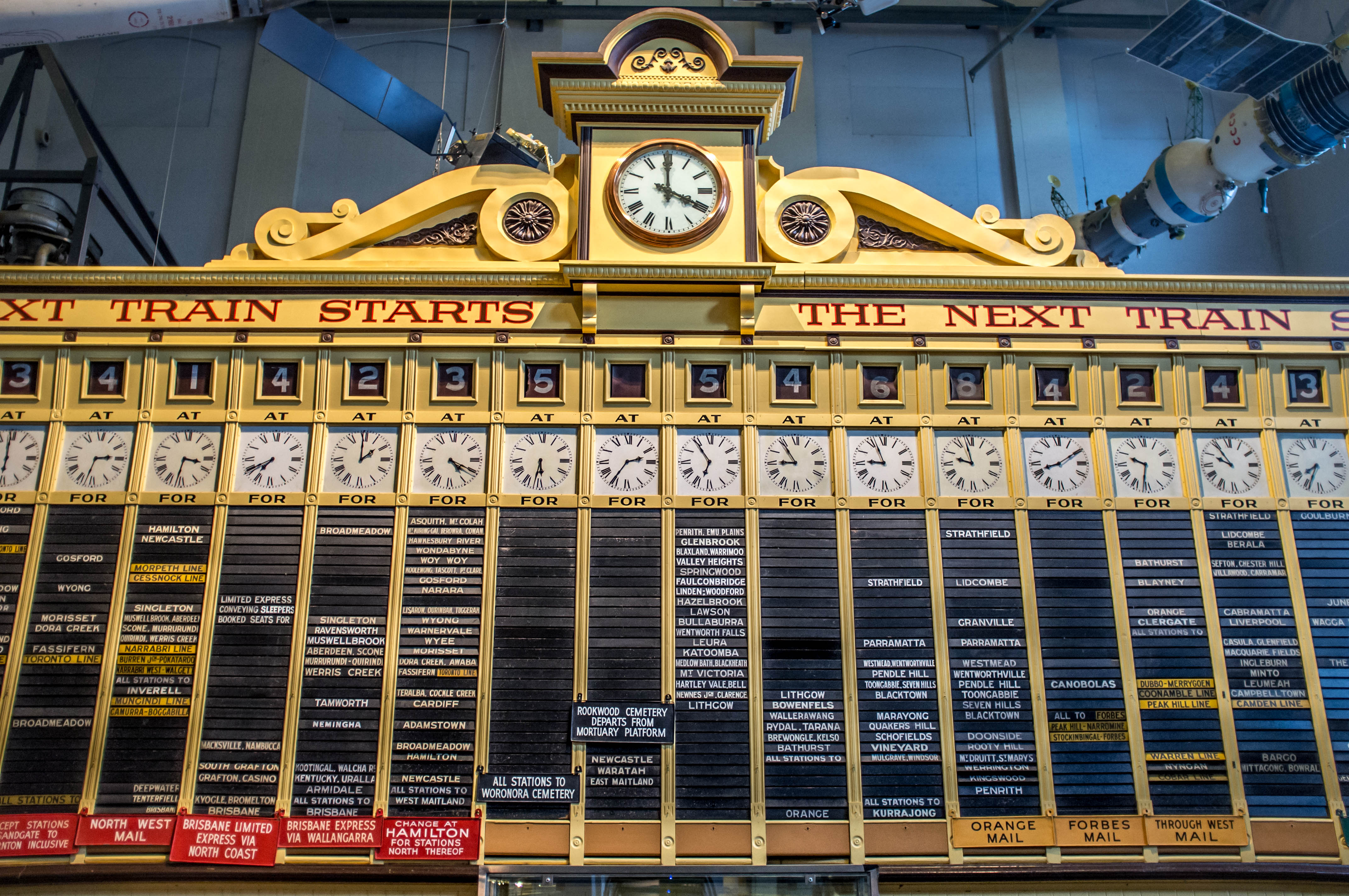
Stationens ursprungliga informationsskylt utställd i Powerhouse Museum.

En konsultrapport beställd 1961 rekommenderade färdigbyggandet av Eastern Suburbs Railway, men trots detta dröjde det till mars 1967 innan ett lagförslag som erfordrades för att möjliggöra arbetet lades fram. Arbetet återupptogs samma år, och en förbindelse mellan de nya perrongerna och den resterade centralstationen konstruerades 1977. Perrongerna byggdes i två våningar, med perrongerna 24 och 25 direkt under 26 och 27, de lägre två invigdes tillsammans med Eastern Suburbs Railway den 23 juni 1979. Perrongerna 26 och 27 kom aldrig att färdigställas och har därför kallats spökperronger.
På 1960- och 1970-talen gjordes flera utredningar om hur stationen bättre kunde knytas ihop med staden. Till följd av ett höghusbygge som pågick i Sydney vid samma tidpunkt föreslogs det även att bygga över bangården, men detta visade sig inte att vara lönsamt. Huvudbiljetthallen renoverades 1964, och försågs även med luftkonditionering. Stationens kvarvarande matsal omvandlades 1965 till en cafeteria och vänthallens mataffärer, som hade öppet dygnet runt, avvecklades. För att fira invigningen av normalspårsförbindelsen mellan Sydney och Perth avgick den 23 februari 1970 det första Indian Pacific från Sydneys centralstation, och en minnestavla avtäcktes. Utöver järnvägsmyndigheten hade även polisen lokaler vid stationen med en matsal och celler där fångar på sin väg till eller från landsfängelser vistades innan de färdades vidare. Polislokalerna avskaffades efter 1970-talet och blev i stället ett kafé.
Efter flera decennier av minskat tågresande lanserade delstaten 1980 en plan för att locka fler resande till järnvägen. Som en del av planerna satsades en miljon australiska dollar på att restaurera centralstationen med avsikt att förvandla den från "en bitumenöken till en av världens mest storslagna järnvägsstationer". Arbetet kom att utföras i två etapper och under den första tvättades stationens murtegel och målade glas och nya terrazzogolv lades. Stationens mekaniska informationsskylt från 1906 monterades ned och skänktes till Powerhouse Museum, ersatt av ett datorstyrt system med tio skärmar. För att fira färdigställandet av den första etappen anordnades en bal på stationen den 28 november 1981. Den tidigare biljetthallen Interstate Booking Office byggdes om till en barlokal, som senare döptes till Railway Club Bar, och invigdes i augusti 1982. Restaureringens andra etapp bestod av att städa och laga tornurets sten, urtavlor och urverk och inleddes 1984. Kostnaden för arbetet uppgick till 592 000 dollar och det restaurerade tornuret avtäcktes den 5 mars 1985. Ett minnesmärke över John Whitton, bestående av en minnestavla och en byst, monterades i huvudhallen den 17 juli 1985. En uppfräschning av Devonshire Street Subway på en halv miljon dollar utfördes 1986.

### Olympiska spelen och årsdagar (1991–2014)

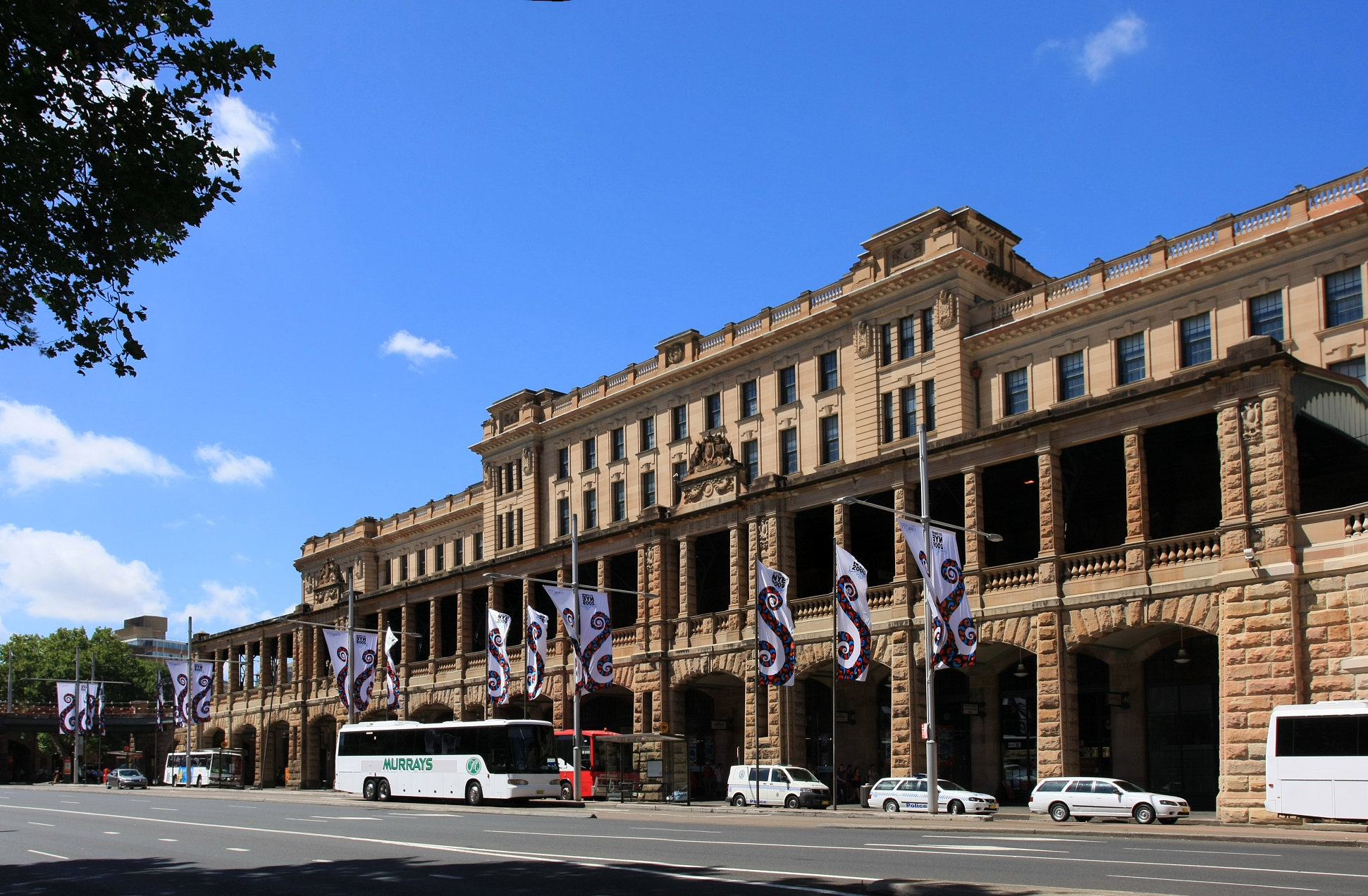
Fasaden mot Eddy Avenue i december 2009.

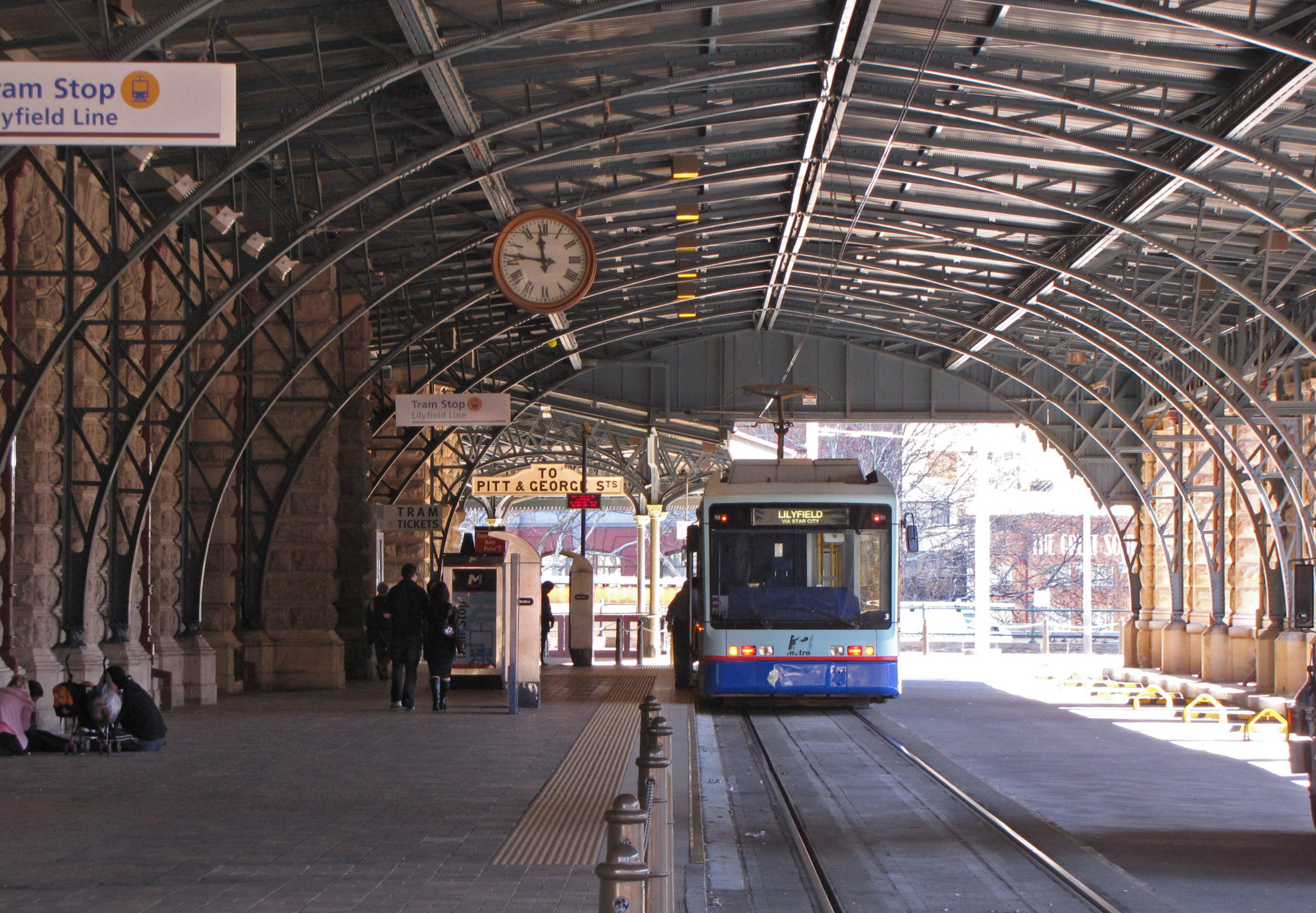
En spårvagn vid Sydneys centralstation den 22 augusti 2010.

Efter att Sydney blivit vald som värdstad för olympiska sommarspelen 2000 inleddes omfattande arbete vid stationen av den nya regeringen, som avsåg att förbättra kulturskyddet. För att öka framkomligheten för fotgängare öppnades i mars 1993 flera tunnlar under stationen för allmänt bruk. Tidigare hade dessa endast använts för att föra resegods mellan perrongerna och andra delar av stationen. Det fanns även på förslag att bygga ut stationshuset med ytterligare en våning som skulle bli ett köpcentrum, men detta kom aldrig att genomföras. I augusti 1995 lades en plan för stationens förvaltning och bevarande fram. Planen gick ut på att stationens kulturella betydelse är sammanflätad med dess användning som järnvägsstation och utgjorde ramverket för storsaklig upprustning åren 1998–1999. Den 31 augusti 1997 invigdes Sydneys nya spårväg, med en hållplats vid centralstationen på samma plats som det tidigare spårvägsnätverket hållplats.
Under upprustningen 1998–1999 förkortades perrongerna 9 och 10 för att förbättra fotgängarflödet mellan pendeltågsperrongerna (16–25) och fjärrtågsperrongerna. Hissar uppfördes i anslutning till pendeltågsperrongerna. Även herrtoaletterna, som ursprungligen låg under huvudhallen, anslöts till pendeltågsperrongerna. Nya toaletter anlades intill damtoaletterna. Stationens sten- och perrongtak restaurerades och företag flyttade in i butikslokalerna längs Eddy Avenue, som tidigare huserat järnvägsmyndighetens tryckeri. Barlokalen Railway Club Bar byggdes om till privata snabbmatsrestauranger. Som en följd av att posttrafiken på järnvägen avtog väsentligt på 1980-talet, minskade bruket av postperrongerna väster om perrong 1. En av perrongerna användes för att sköta biltrafiken på Indian Pacific, och fyra replikapersonvagnar har uppförts som en del av ett vandrarhem. Vandrarhemmet, som även förfogar över järnvägsväsendets egen före detta postbyggnad, invigdes i augusti 2004.
150-årsdagen av järnvägens införande i New South Wales firades 24–26 september 2005 med utställningar på stationen av såväl järnvägsfordon som järnvägsredskap, tillsammans med flera veterantågsavgångar. Stationens 100-årsdag firades den 4 och 5 augusti 2006. Huvudbiljetthallen kom också att renoveras inför 100-årsdagen och invigdes den 4 augusti som Rail Heritage Central. I Rail Heritage Central rymdes en järnvägsbokhandel, ett kontor för ett järnvägsmuseum, utställningsutrymme och kontor åt nybildade Office of Rail Heritage.
Tornurets tillstånd hade försämrats så mycket år 2005 att det fattades beslut om en restaurering. Tornet undersöktes och mättes 2006 och ritningar skapades året därpå innan stenarbetet inleddes. Under restaureringsarbetet byttes 358 stenar ut, de största med en vikt på 4 ton, med nya från delstatslagret av sydneysandsten från Pyrmont som liknar den sten stationen och tornet uppfördes i. De allra viktigaste stenbitarna, bland dessa tornets statyer, lagades istället för att bytas ut då dessa ansågs vara av för stor betydelse för att gå miste om. Mest illa däran var tornets sandstenskupoltak, och det beslutades att detta inte skulle restaureras utan i stället övertäcka det med koppar. Kupoler med koppartak är vanliga på andra offentliga byggnader i Sydney. Flaggstången, som var delvis söderrostad, kom också att lagas. Arbetet pågick i 18 månader, och fullbordades 2011.

### Restaureringar och tunnelbanan (2015–idag)
På kvällen den 26 september 2015 utbröt en brand i en snabbmatsrestaurang i förra Interstate Booking Office. Bland annat skadades konstverket Transport Progress in Frieze av rök under branden. I samband med ett beslut att upprusta butiksytan bestämdes det att låta restaurera konstverket. Arbetet pågick i en månad 2017. Minnestavlor där namn på de 1 214 järnvägs- och spårvägsanställda från New South Wales som stupade i första världskriget radades upp fanns i huvudhallen från 1916 fram till att de togs bort på 1950-talet. Dessa konserverades 2018 och så att de skulle kunna ställas ut igen i en plats där det föreligger en risk för vandalism gjordes kopior av tavlorna. De nya tavlorna avtäcktes den 8 november 2018. Båda projekt kom att dela priset National Trust Heritage Awards inom kategorin Conservation Interiors & Objects 2019.
Bygglov erhölls för den andra etappen av Sydneys tunnelbana, som sträcker sig från Chatswood förbi Sydneys centralstation till Sydenham, den 10 januari 2017. Som en del av projektet kommer nya perronger för tunnelbanan att uppföras under spåren 13–15 vid centralstationen. Perrongerna ska ligger ungefär 27 meter under marken. I samband med arbetet kommer perrongerna 16–23 att förses med rulltrappor. I augusti 2018 stängdes spåren 13–15, varpå perrongerna demolerades för att göra plats åt byggarbetet.

## Trafik och bangård
Stationen består av två delar, den västra delen som består av spår 1–12 som är säckstation samt den östra delen som består av spår 16–25 (och även oanvända 26–27) som är genomgångsstation. NSW Trainlinks samtliga fjärrtågslinjer startar vid Sydneys centralstation, och även de flesta av dess intercitylinjer startar vid eller passerar genom stationen. Sex av Sydney Trains åtta pendeltågslinjer passerar också stationen. Utöver tågtrafiken finns det även en spårvägshållplats och bussterminalen Sydney Coach Terminal. Sammanlagda antalet passagerare som gick in i, och lämnade, stationen varje vardag 2012 uppgick till 182 100, vilket är störst i delstaten.

### Flying Junctions
Flying Junctions är en serie planskilda korsningar mellan Redfern och perrongerna 16–23 som ordnar spåren in i par med samma körriktning, då varje mittperrong betjänas av tåg i endast en riktning. Flying Junctions uppfördes på plats för vagnhallen East Carriage Shed, som kom att ersättes av en mindre vagnhall. Tåg mot Sydney kör längs de högre spåren, och följaktligen kör tåg i motsatt riktning längs de lägre spåren. Detta innebär även att tåg kan byta spår utan att störa trafiken i motsatt riktning. De högre spåren bärs upp av ett betonggolv på pelare av murtegel.

### Spår 1–12 (fjärr- och intercitytåg)
Från Redfern leder två spårpar till bangården, som sedan delas in i tre spårpar där ett par leder till spår 1–4, ett annat till 5–8 och det tredje till 9–12. Detta till skillnad från spårplanet från tiden innan pendeltågsperrongerna uppfördes då det var tre spårpar hela vägen till Redfern. Spår 1–3 är avsedda för fjärrtåg som huvudsakligen körs av NSW Trainlink, men även andra fjärrtåg såsom Indian Pacific använder dessa perronger. Även veterantåg använder dessa spår. Dessa är de enda perronger vid stationen som inte har biljettspärrar. I huvudsak disponerar NSW Trainlinks intercitytåg spår 4–12 med avgångar mot Kiama, Goulburn, Bathurst och Newcastle.

### Spår 16–25 (pendeltåg)
Från spår 16–23 löper fyra spårpar söderut och tre spårpar norrut. Vid invigningen ledde de södra spårparen mot Redfern. Detta ändrades för att ansluta New Southern Railway till nätet och sedan 2000 fortsätter ett av de fyra spårparen mot Wolli Creek via Sydneys flygplats. Mot norr fortsätter två spårpar till Town Hall och ett till Museum. Spåren från perrong 24 och 25 fortsätter i norr mot Town Hall och i syd mot Redfern. Spår 16–25 används av Sydney Trains pendeltåg. Spår 24 och 25 används även av vissa intercitytåg mot Wollongong.

## Kulturskydd
Sydneys centralstation och en mängd intilliggande järnvägsinfrastruktur har tagits med på delstatens kulturskyddsregister State Heritage Register. Utöver själva stationen gäller skyddet även Western Carriage Shed, Prince Alfred Sidings, Parcels Post Office, bangården en del av järnvägen Darling Harbour Goods Line. De närbelägna Railway Institute, Railway Square road overbridge och Regent Street Railway Station har egna inlägg på kulturskyddsregistret. National Trust hade förklarat stationen att vara av stor kulturbetydelse redan cirka 1980, men det dröjde till 1997 innan stationen togs med på delstatens kulturskyddsregister.

### West Carriage Shed
West Carriage Shed (svenska: västra vagnhallen) var en av två vagnhallar som uppfördes vid stationen 1906, där personvagnar kunde ställas upp och städas. Med sex spår på 495 fot (cirka 151 meter), rymde hallen 56 vagnar. Hallen och mycket av bangården kring den revs 1998–2002, i samband med en upprustning av Railway Square för att ge plats åt State Rail Authority of New South Wales nya kontorsbyggnad Henry Deane House.

### Prince Alfred Sidings
Prince Alfred Sidings bestod av sex spår som används för att ställa upp eltåg och invigdes den 12 november 1926. Spåren, varav ett sträckte sig till Railway Institutes byggnad, var anlagda på platsen för en tidigare godsbangård och det fanns byggnader kvar från 1870-talet. Spåren revs 1999 i samband med att New Southern Railway, som löper via Sydneys flygplats, uppfördes. Även ett transformatorhus från 1926 som förser tågen med spänning och bangården med tryckluft finns på platsen.

### Parcels Post Office

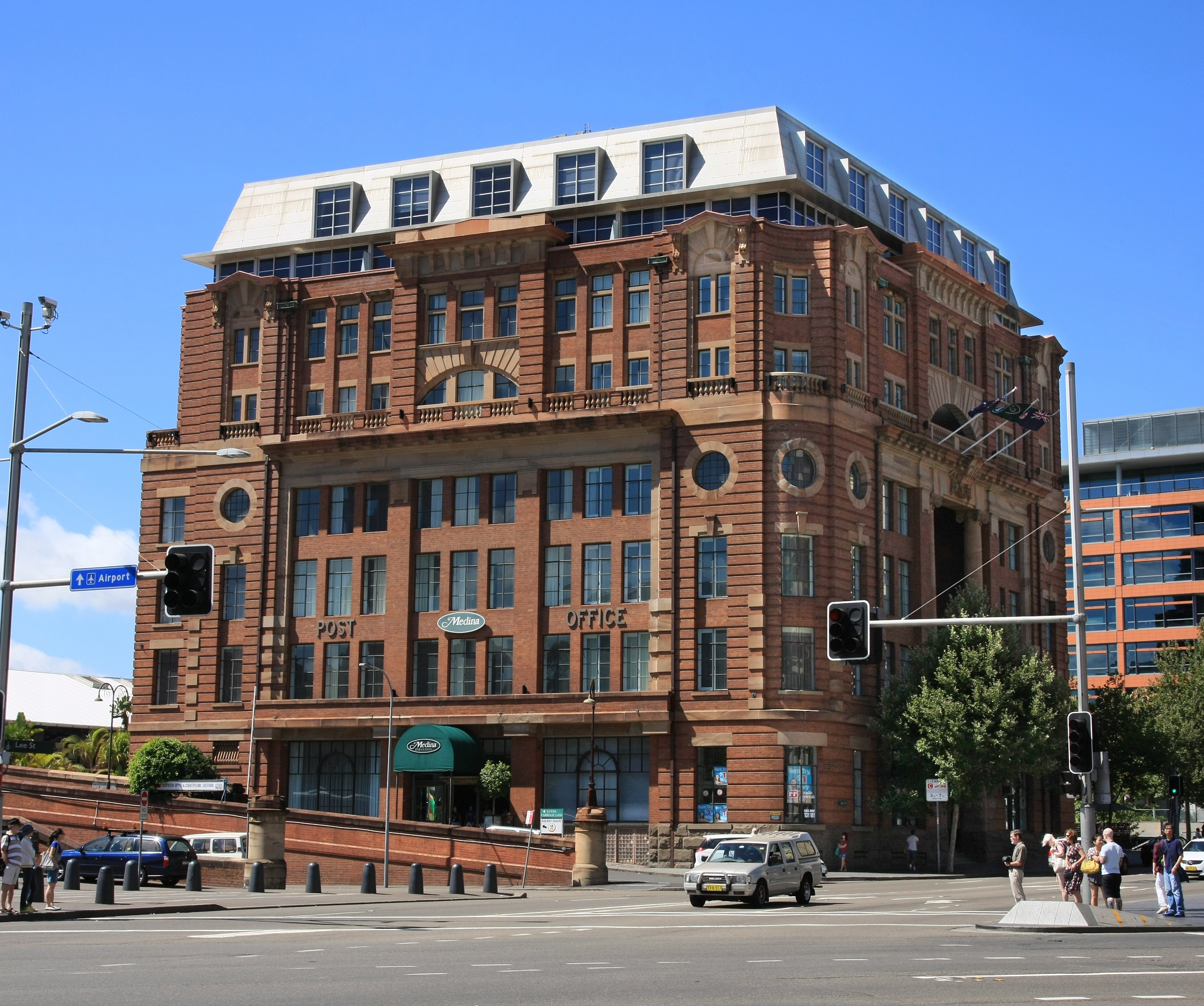
Det före detta Parcels Post Office, som numera är ett hotell; stationen är till vänster.

Parcels Post Office var ett posthus byggt intill stationen att användas av Postmaster-General's Department. Att posthuset uppfördes intill stationen berodde på den stora roll som järnvägen spelade i posttransporten. Byggnaden, som är avsedd att beskådas från tre sidor, ritades i två etapper av Gorrie McLeish Blair. Den första etappen, som omfattar byggnadens fyra nedersta våningar, ritades 1910 och godkändes av Walter Vernon och de två översta våningarna ritades 1912 och godkändes av George McRae. Byggnaden uppfördes mellan 1912 och 1913 och har stålstomme, golv av armerad betong, väggar i murtegel och en fasad av sandsten. En planerad utbyggnad av byggnadens andra och tredje våningar, som skulle förlängts över stationen, gjordes inte. Byggnaden såldes 1998, och blev ett hotell. Ytterligare våningar under ett mansardtak uppfördes 2000.

## Benämning
Efter att pendeltågsperrongerna invigdes 1926 kom stationen att ha två stinsar, en som ansvarade för slutperrongerna och en för pendeltågsperrongerna. Från och med invigningen kom namnen Central Electric (elektrisk) att användas för pendeltågsperrongerna, medan Central Steam (ånga) användes för slutperrongerna. Även Central respektive Sydney kan ha förekommits. Det sista ångtåget avgick från stationen 1969, och så småningom kom Sydney Terminal att ersätta Central Steam. Namnet Central Railway Station godkändes av namnmyndigheten i mars 1977, medan järnvägsmyndigheten fortsatte att använda enkla Central och Sydney Terminal. I ett försök att förenkla inför olympiska sommarspelen 2000 byttes 1994 namnskyltarna på perrongerna 4–15 från Sydney Terminal till Central, och hela stationen blev Sydney Central i april 1997. Den 9 november 1999 döptes stationen om till Central. Sydney Terminal var åter i bruk 2001, och ett nytt försök att avskaffa Sydney Terminal gjordes 2011. Sedan detta står det "Central (i)" i offentliga tidtabeller för tåg som ankommer till eller avgår från perrongerna 1–12. Stationens trafikplatssignatur är, inom signalmässiga betydelser, sedan 1978 SY som ska uttolkas som Sydney.

## Fotnoter
1. ↑  McKillop, Ellsmore & Oakes hänvisar till en utredning handhavande bägge uppgifter.
2. ↑  Chalmers Street-ingången kallas även för Elizabeth Street-ingången.[66]
3. ↑  Olika datum har angivits för detta. Datumet 14 maj stödjs även av Brady,[72] och Dornan & Henderson[73]. McKillop, Ellsmore & Oakes anger dock 14 mars,[74] medan Pollard anger 28 mars[75].
4. ↑  Den gulaktiga stenen går lokalt under namnet yellowblock (Pyrmont yellowblock sandstone).
5. ↑  Beslutet att skapa ny tavlor berodde även på att en av tavlorna saknades.[128]